# Башня (фильм, 2012)
Башня (кор. 타워) — южнокорейский фильм-катастрофа режиссёра Ким Джи Хуна о пожаре, который вспыхнул в роскошном небоскрёбе в центре Сеула в канун Рождества после авиакатастрофы с участием вертолёта. Главные роли исполнили: Соль Кён Гу, Сон Йе Джин и Ким Сан Гён. Был показан в кинотеатрах 25 декабря 2012 года.

## Сюжет
Ли Дэ Хо – отец-одиночка и менеджер «Небесной башни», роскошного 120-этажного комплекса зданий-близнецов, расположенного в районе Йоидо, Сеул. Он обещает провести канун Рождества в парке развлечений со своей дочерью Ха Ной, но вынужден отменить это предложение, когда предстоящая праздничная вечеринка в небоскребе требует, чтобы он контролировал приготовления. Среди присутствующих – арендаторы комплекса «Небесная башня» и его владелец и президент мистер Джо, а также важные персоны и южнокорейские политики. 
Мистер Джо и мистер Ча, глава отдела безопасности «Небесной башни», решили провести вечеринку, несмотря на прогнозируемый сильный ветер и неисправность разбрызгивателей воды на одной из двух башен – «Речной башне». В ту ночь два вертолета сбрасывали снег рядом с местом проведения вечеринки, когда из-за восходящих потоков воздуха летательные аппараты потеряли управление. Прожекторы, прикрепленные к одному вертолету, врезаются в стеклянный мост, соединяющий две башни, в то время как другой врезается в 63-й этаж «Речной башни». 
Здание загорается из-за утечки топлива. Находящиеся внутри люди впадают в паниу и начинается столпотворение, когда они пытаются спастись бегством. На место происшествия прибывает команда пожарных во главе с капитаном Кан Ён Ки, который присоединился в последнюю минуту, несмотря на то, что был свободен от дежурства, а также с сержантои О Бён Маном и пожарным-новичком Ли Сон У. Команда входит в здание, когда натыкается на Дэ Хо, который отчаянно ищет свою дочь, не подозревая, что она, вместе с другими выжившими, прячется в китайском ресторане вместе с мистером Ча и Юн Хи, романтическим увлечением Дэ Хо. 
Дэ Хо ведет пожарную команду кратчайшим путем к серверной, где разбился вертолет, и Ён Ки передает ему рацию и кислородную маску, чтобы он мог отправиться на поиски своей дочери. Они добираются до серверной на 63-м этаже, но не могут потушить пламя, даже несмотря на решительные, но рискованные маневры Ён Ки. 
В попытке остановить распространение огня по зданию, мистер Джо решает активировать противопожарные двери, оставляя Дэ Хо, который наконец воссоединился со своей дочерью Ха Ной и остальными выжившими, а также многих других людей, запертыми на пылающих этажах. Пожарные пытаются разрушить противопожарную дверь ведущую в ресторан, чтобы освободить их, но стены приводят к обрушению всего этажа. Дэ Хо, по предложению Юн Хи, приказывает выжившим, оказавшимся в ловушке, запрыгнуть в люльку с электрическим приводом, которой пользуются мойщики окон, чтобы спастись, но пожилая пара погибает во время спуска, а Ён Ки подвергает эвтаназии тяжелораненого пожарного с помощью морфина. 
Группа Дэ Хо пытается сбежать на другую башню комплекса, «Городскую башню», перейдя по мосту между ними, но конструкция подламывается, и мистер Ча разбивается насмерть, а Ха На и Сон У едва успевают закончить переход между башнями. Затем «Речная башня» начала давать крен из-за пожара, повредившего конструкцию из-за сильного нагревания, деформирующего стальной каркас здания, и комиссар пожарной охраны Чан решил произвести контролируемый подрыв башни, чтобы избежать падения на соседнюю башню или район Йондынпогу. Он приказывает всем, кто находится в комплексе и вокруг него, эвакуироваться, и Ён Ки использует отпечатки пальцев Дэ Хо, чтобы слить воду из резервуаров башни, чтобы замедлить крен здания. 
Затем Ён Ки и Дэ Хо едут на грузовом лифте в свободном падении, чтобы быстро спуститься на поверхность, и вместе с беременной женщиной Нам Ок им удается выбраться до того, как лифт обрушивается в подвал, захватывая Юн Хи и Бён Мана в ловушку, где они медленно задыхаются. Дэ Хо добровольно возвращается в «Небесную башню» вместе с Ён Ки и его командой, чтобы спасти оказавшихся в ловушке выживших. Они оставляют выживших в ливневой канализации и намереваются взорвать резервуары для хранения дождевой воды, надеясь, что быстрое течение унесет их прямо к реке Ханган, прежде чем башня рухнет. Однако Ён Ки теряет дистанционный детонатор прежде, чем добирается до выживших. 
Затем Ён Ки жертвует своей жизнью, вручную приводя в действие взрывчатку, и образовавшийся в результате этого стремительный поток уносит группу к реке, как раз в тот момент, когда пожарные взрывают «Речную башню». Спасательная команда вытаскивает выживших из воды, и Сон У и Бён Ман отдают честь своему погибшему капитану. 
Перед заключительными титрами на пустой витрине в опустевшей пекарне можно увидеть торт из белого шоколада, зарезервированный для Кан Ён Ки. На снимке с высоты птичьего полета видно Юксам-билдинг и остатки комплекса «Небесной башни», который сейчас состоит из единственной 120-этажной башни «Городской башни», а окрестности покрыты толстым слоем пыли от разрушенной «Речной башни».

## Производство
Режиссер Ким Джи Хун (который ранее руководил фильмами «Сектор 7» и «18 мая») был вдохновлён голливудским фильмом 1974 года «Возвышающийся ад» (который основан на книге, также называемой «Башня»), а также его личным опытом, когда он, будучи учеником средней школы, впервые увидел Юксам-билдинг в Сеуле и представил себе, каково это – оказаться запертым внутри. 
Съемочная группа построила 26 различных помещений, чтобы создать различные пространства в вымышленной 108-этажной «Небесной башек», такие как китайский ресторан, лифты и мост между двумя блоками. Для съемок сцен с водой на 80-м этаже актеры Соль Кён Гу и Ким Сан Гён снимались в контейнере с водой в городе Коян, провинция Кёнгидо, без использования каскадеров.
Ким работал над постпродакшеном фильма в течение двух лет. 1700 сцен из 3000 были основаны на компьютерной графике, а 500 из них представляли собой полноценные трехмерные сцены. Для большей достоверности съемки в реальном времени были объединены с компьютерной графикой, как, например, при съемке миниатюры в США с помощью камеры, контролирующей движение в финальной сцене.

## Сборы
После выхода в прокат 25 декабря 2012 года «Башня» собрала 431.759 зрителей, что стало вторым по величине показателем продаж билетов в день премьеры в истории корейского кинематографа (после «Воров» 436.628). За первую неделю было продано два миллиона билетов, 3.54 миллиона на второй неделе и 4.45 миллиона на третьей неделе. 22 января 2013 года он стал первым корейским фильмом в 2013 году, который достиг пятимиллионной отметки.

### Международные
Компания CJ Entertainment предварительно продала фильм компаниям Entertainment One в Великобритании, Splendid в Германии, Бенилюксе, Zylo для франкоговорящих стран, Horizon International в Турции, Rainbow Entertainment в Сингапуре, Индонезии и Малайзии, а также Jonon Source в Монголии.
«Башня» заработала в прокате Гонконга 4.733.937 гонконгских долларов.

## Награды и номинации
| Награда                      | Год  | Категория                                           | Номинант      | Результат |
| ---------------------------- | ---- | --------------------------------------------------- | ------------- | --------- |
| Кинопремия «Большой колокол» | 2013 | Техническая награда (визуальные эффекты)            | Цифровая идея | Победа    |
| Премия «Пэксан»              | 2013 | Лучший новый актёр                                  | До Чжи Хан    | Номинация |
| Buil Film Awards             | 2013 | Лучшая операторская работа                          | Ким Ен Хо     | Номинация |
| Mnet 20's Choice Awards      | 2013 | Быстро развивающаяся звезда в 20, мужская категория | До Чжи Хан    | Номинация |